# Lee Seo-hwan
Lee Seo-hwan (kor. 이서환), ur. jako Lee Young Gi (ur. 6 marca 1973 w Inczon) – południowokoreański aktor i pisarz.

## Życiorys
Lee Seo-hwan urodził się 6 marca 1973 roku miejscowości Inczon w Korei Południowej.
Lee Seo-hwan jest absolwentem Incheon National University i ukończył ją z licencjatem z języka niemieckiego i literatury niemieckiej. Chciał zostać nauczycielem, jednak po odbyciu praktyk zmienił zdanie i poszedł do wojska.

## Kariera
W wieku 32 lat wziął udział w castingu do musicalu The Hunchback of Notre Dame i został przyjęty. W 2005 roku zadebiutował na dużym ekranie w dramacie stacji KBS Together, Cha Cha Cha.
Lee Seo-hwan wystąpił w pierwszym sezonie serialu Squid Game, w którym wcielił się w przyjaciela Gi-huna, Parka Jung-be. W drugim sezonie Squid Game dołączył do grona graczy i został graczem nr. 390.

## Filmografia

### Filmy
- 2018: Jeung-in jako agent nieruchomości
- 2019: Gangster, glina i diabeł jako mężczyzna w samochodzie z przodu
- 2020: I zbaw nad ode złego jako Yeong-bae
- 2023: Fabryka trolli jako Woo-seong Park

### Seriale
- 2005: Together, Cha Cha Cha
- 2019: The Lies Within jako Chi-deuk Choi
- 2020:
  - Memorials jako Deok-goo Heo
  - Ty-byeol-na! Mun-sye-peu
- 2021: In-gan-sil-hyeok jako Jang-gyoo
- 2022:
  - Jo-seon Jeong-sin-gwa Eui-sa Yu-se-pung jako Gwi-soo Sin
  - Ulotna miłość jako Si-bong Kim
- 2024: Squid Game jako Park Jung-bae (390)